# Langeland község
Langeland község (dánul Langeland Kommune) Dánia 98 községének egyike. A Dél-dániai régióban található főleg Langeland szigetén, de Strynø, Siø és Strynø Kalv szigetek is hozzá tartoznak több apró szigettel együtt.  Székhelye Rudkøbing. Lakosainak száma 12 547 fő (2016).

## Nagyobb települések
| Név        | Lakosság (fő, 2017) |
| ---------- | ------------------- |
| Bagenkop   | 468                 |
| Humble     | 608                 |
| Lindelse   | 326                 |
| Lohals     | 441                 |
| Rudkøbing  | 4 586               |
| Snøde      | 288                 |
| Spodsbjerg | 202                 |
| Tullebølle | 790                 |

## Képek

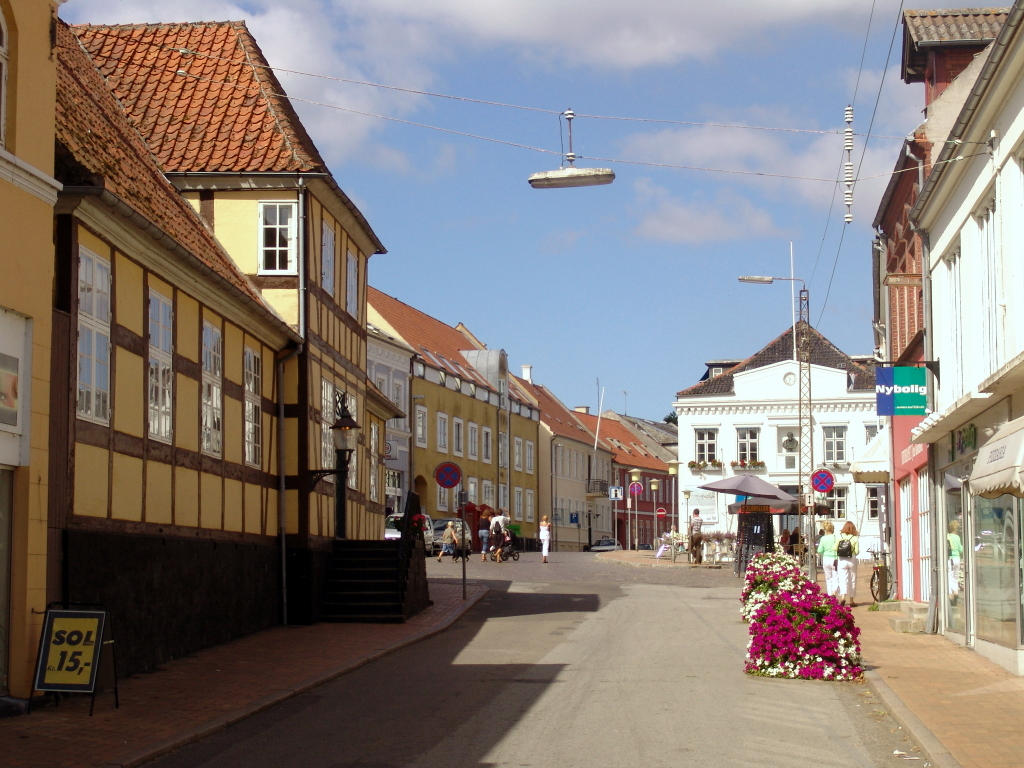
Rudkøbing, a község székhelye
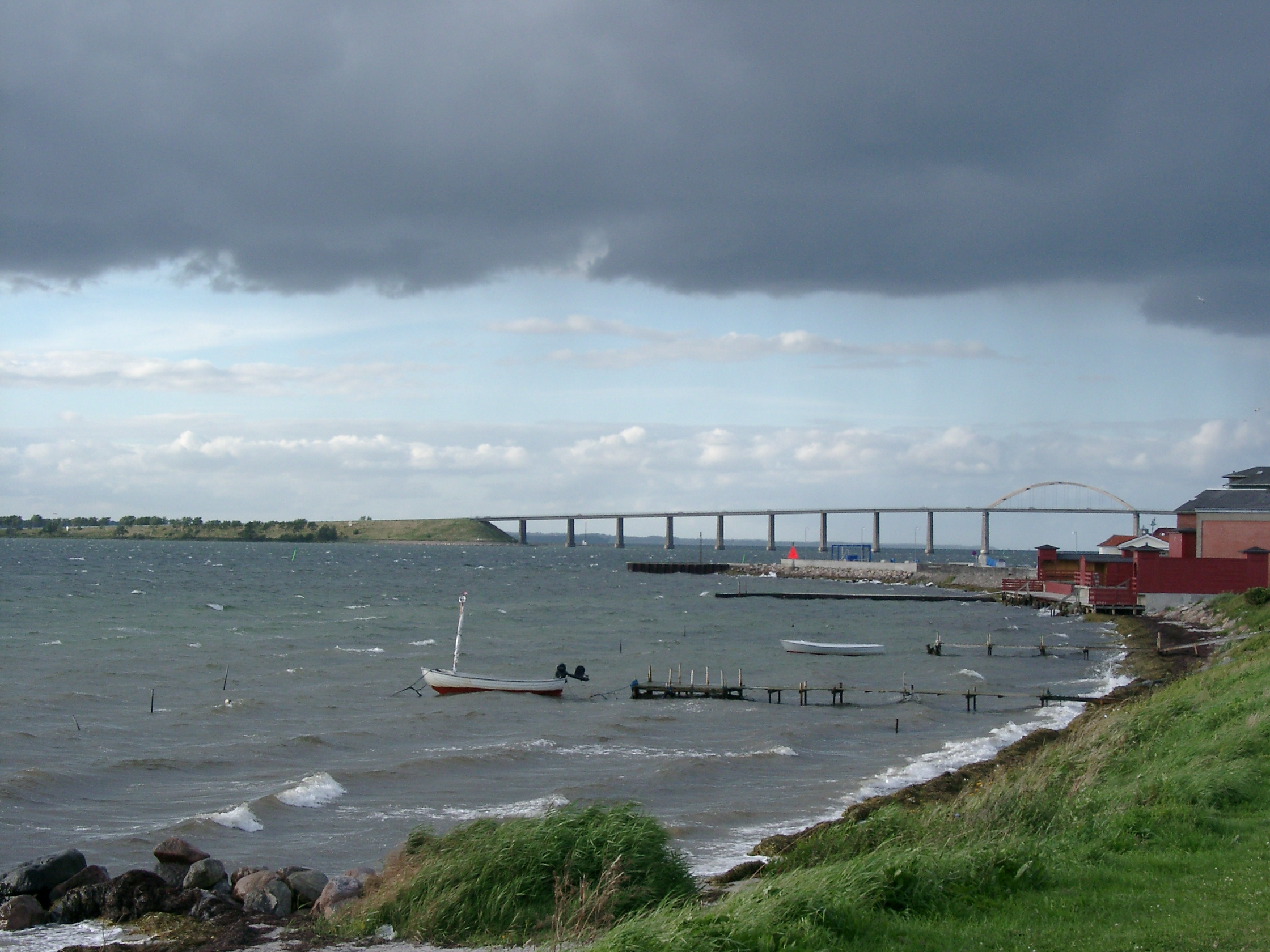
A Fyn felé vezető híd
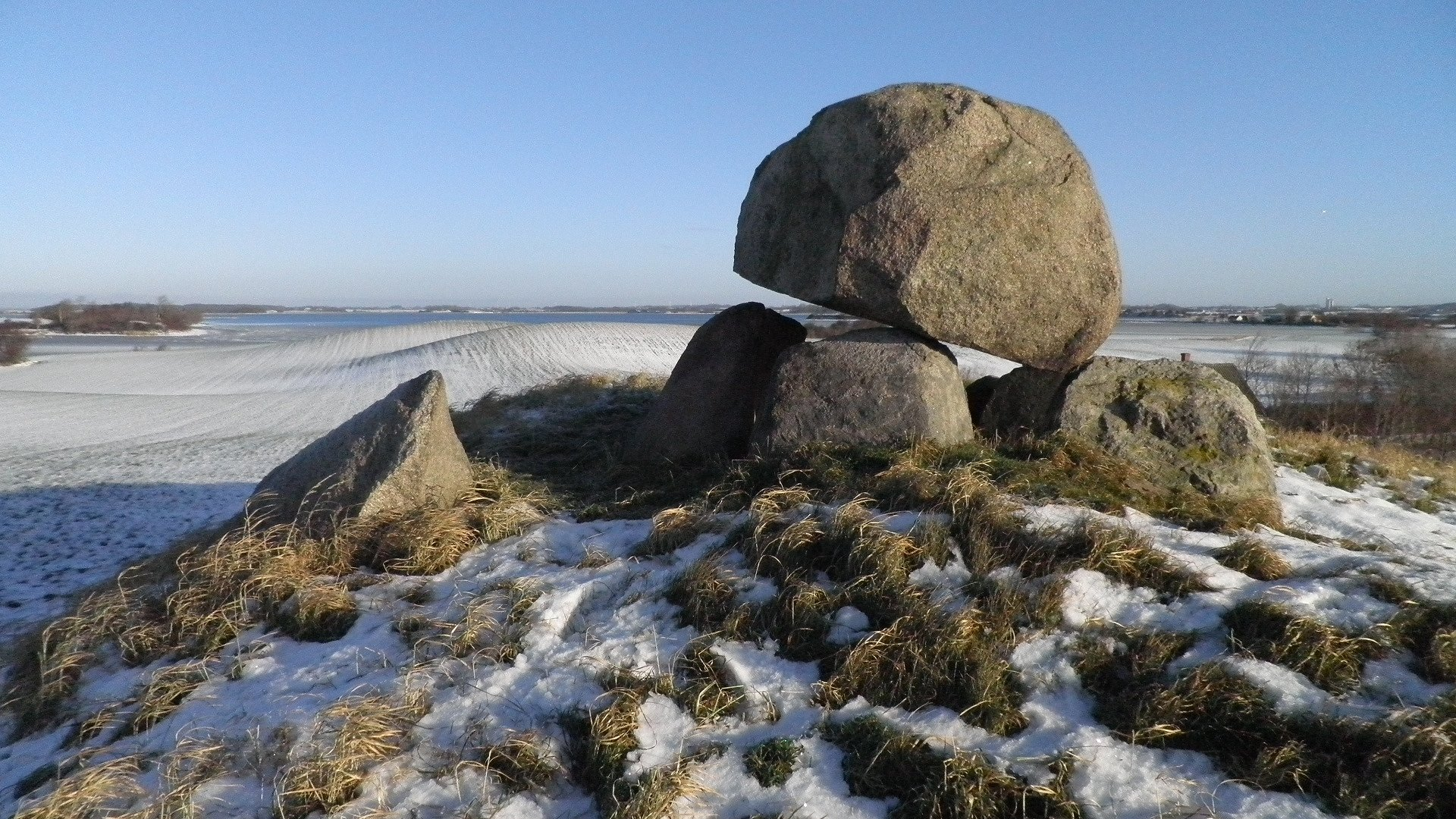
Dolmen Bogøgårdnál

## Külső hivatkozások
- Hivatalos oldal (dán) (dán)